# Неделко Попстефов
Неделко  Попстефов Николов (изписване до 1945 година: Недѣлко попъ Стефовъ Николовъ) е български духовник и революционер, деец на Вътрешната македоно-одринска революционна организация.

## Биография
Неделко Попстефов е роден в село Загоричани, Костурско (днес Василиада) в семейството на българския свещеник Стефан Николов, убит в Загоричанското клане в 1905 година. Брат е на революционера Христо Попстефов. Става български свещеник и е назначен за енорийски свещеник в Загоричани. Същевременно се занимава с революционна дейност и оглавява загоричанския комитет на ВМОРО, в който влизат и Георги Дуков, Стойче Кузов и Петър Марков. На 24 декември 1901 година посреща Гоце Делчев, Марко Лерински и Петре Костурчето в Загоричани, който провежда в селото войводска конференция. На 11 май 1909 година свещеник Неделко Попстефов отслужва служба на български в голямата църква „Свети Георги“ в костурското село Горенци. Гъркоманите се опитват да попречат, но са отблъснати.
През юни 1913 година, по време на Междусъюзническата война, с други загоричанци е откаран от гръцките военни власти в Маврово и бит. След това е заточен на остров Трикери, където умира.